# Fridrich Ermler
Fridrich Markovitj Ermler, (ryska: Фридрих Маркович Эрмлер, född som Vulf Movsjejevitj Breslav) den 13 maj (1 maj g.s.) 1898 i Rezjitsa i Guvernementet Vitebsk i Kejsardömet Ryssland (nu Rēzekne i Lettland), död 12 juli 1967 i Komarovo, i Kurortnijdistriktet i Leningrad i Sovjetunionen, var en sovjetisk filmregissör, skådespelare och manusförfattare.

## Filmografi (urval)

### Regi
- 1926 – Katka - bumazjnyj ranet [6][7]
- 1929 – En spillra av imperiet [8]
- 1935 – Krestjane
- 1943 – Partisankvinnan
- 1946 – Den stora vändpunkten
- 1956 – Berättelse utan slut
- 1958 – Den pervyj

### Manus
- 1929 – En spillra av imperiet
- 1935 – Krestjane